# Programmazione negoziata
Nell'ordinamento italiano, la programmazione negoziata è definita dalla legge n.662/1996, articolo 2 comma 203 lettera a, come «regolamentazione concordata tra soggetti pubblici o tra il soggetto pubblico competente e la parte o le parti pubbliche o private per l'attuazione di interventi diversi, riferiti ad un'unica finalità di sviluppo, che richiedono una valutazione complessiva delle attività di competenza», nell'ambito delle regioni e degli altri enti locali. Attraverso la programmazione negoziata, quindi, enti locali e altri portatori di interessi operanti sul territorio perseguono obiettivi di sviluppo il più possibile in maniera coordinata e armonica. Gli strumenti di attuazione utilizzati dalla programmazione negoziata mirano inoltre a favorire la gestione unitaria di risorse economiche provenienti da diverse fonti.

## Strumenti
Gli strumenti della programmazione negoziata, definiti dallo stesso testo legislativo, sono i seguenti:
- l'intesa istituzionale di programma, ovvero un accordo di collaborazione tra diversi livelli dell'amministrazione (Stato, regione e provincia autonoma);
- l'accordo di programma quadro, un accordo tra gli enti locali e i soggetti interessati (i cosiddetti stakeholder) allo sviluppo locale, promosso in base all'Intesa istituzionale di programma;
- il patto territoriale, un accordo stilato, nell'ambito dell'accordo di programma quadro, tra enti locali, parti sociali e soggetti interessati (sia pubblici che privati);
- il contratto di programma, ovvero il contratto che lega l'amministrazione statale, le grandi imprese, i consorzi di PMI, nonché i rappresentanti dei distretti industriali, stipulato per il perseguimento degli scopi della programmazione negoziata;
- il contratto di area, cioè un accordo attraverso il quale parti sociali, amministrazioni e altri soggetti interessati, in aree giudicate di crisi dal presidente del Consiglio dei ministri, su indicazione del ministro dell'Economia, perseguono l'obiettivo di aumentare l'occupazione.

## Riferimenti normativi
- Art. 2 comma 203 lett. a) della Legge 23 dicembre 1996, n. 662 - Misure di razionalizzazione della finanza pubblica.